# 第2方面軍 (日本陸軍)
第2方面軍為大日本帝國陸軍中之一方面軍。昭和17年(1942年)7月成立，編入關東軍。1943年10月30日轉到澳大利亞北部方面部署，並直屬大本營。

## 概要
- 通稱號：輝
- 編制時期：昭和17年(1942年)7月4日/昭和20年(1945年)6月13日復員
- 最終位置：蘇拉威西島

### 方面軍人事
司令官
- 阿南惟幾：陸軍中將(陸士18期)昭和17年(1942年)7月1日 - 昭和19年(1944年)12月26日
- 飯村穰：陸軍中將(陸士21期)昭和19年(1944年)12月26日 - 昭和20年(1945年)5月29日

參謀長
- 吉原矩：陸軍少將(陸士27期)昭和17年(1942年)7月4日 - 昭和17年(1942年)11月9日
- 渡邊洋：陸軍少將(陸士27期)昭和17年(1942年)11月9日 - 昭和18年(1943年)10月29日
- 沼田多稼藏：陸軍中將(陸士24期)昭和18年(1943年)10月29日 - 昭和19年(1944年)12月26日
- 佐久間亮三：陸軍少將(陸士27期)昭和19年(1944年)12月26日 - 昭和20年(1945年)5月29日

參謀副長
- 寺田雅雄：陸軍少將(陸士29期)昭和18年(1943年)10月29日 - 昭和19年(1944年)4月17日
- 後藤光藏：陸軍少將(陸士29期)昭和19年(1944年)4月17日 - 昭和20年(1945年)2月20日
- 重安穐之助：陸軍少將(陸士33期)昭和20年(1945年)3月1日 - 昭和20年(1945年)4月7日

高級參謀(作戰課長)
- 安達久：(陸士33期)昭和17年(1942年)7月1日 - 昭和18年(1943年)10月25日
- 堀場一雄：(陸士34期)昭和18年(1943年)10月25日 - 昭和19年(1944年)3月22日
- 重安穐之助：(陸士33期)昭和19年(1944年)3月22日 - 昭和20年(1945年)3月1日

### 最終隷下部隊
- 第32師團
- 海上機動第2旅團
- 第10歩兵團
- 第2軍
  - 第35師團
  - 第36師團

## 關連項目
- 軍事單位
- 大日本帝國陸軍師團列表
- 第3方面軍

## 外部連結
- Wendel, Marcus. . Japanese First Area Army(第2方面軍 (日本軍)).   [2008-03-22]. （原始内容存档于2019-11-13）.
- 帝國陸軍～その制度と人事～
- 日本陸海軍事典